# Spencer Hays
Spencer Hays (Ardmore, 1936. július 14. – New York, 2017. február 28.) amerikai üzletember és műgyűjtő, a Southwestern Company volt többségi tulajdonosa és a végrehajtó bizottságának elnöke. Spencer Hays és felesége körülbelül 155 millió font értékben adományozott 187 festményt a Musée d’Orsay múzeumnak 2016-ban.

## Élete
Spencer Hays 1936. július 14-én született az oklahomai Ardmore-ban és a texasi Gainesville-ben nőtt fel. A gimnáziumban kosárlabdázott, majd a Texas Christian University-re járt egy kosárlabda ösztöndíjprogram keretében. Hays 14 évesen találkozott először későbbi feleségével, Marlene-nel, akit 19 éves korában vett el. Nashville-ben éltek halálukig egy kúriában, valamint volt egy lakásuk Manhattan-ben.
Hays 2017. február 28-án hunyt el 80 éves korában.

## Karrierje
Hays a Southwestern Company-nál kezdte karrierjét 1956-ban. 1966-ig a cég értékesítési alelnöke, 1971-ig ügyvezető alelnöke és 1973-ig elnöke volt. 1983-ig a cég végrehajtó bizottságának elnöke, emellett a cég többségi tulajdonosa. Hays 1966-ban alapította a Tom James Co. ruházati céget. 1994-ben megvásárolta az Oxxford Clothes-t, egy high-end férfi öltöny és sportruházat gyártót. Továbbá tulajdonosa volt az Athlon Sports Communications-nek, egy sportkézikönyv kiadónak. Hays-t 1983-ban beválasztották a Direct Selling Association hírességek csarnokába.

## Műgyűjtése
Feleségével az 1970-es években kezdte gyűjteni az amerikai művészet darabjait. Az 1980-as években kezdte gyűjteni francia műalkotásokat, különösképp posztimpresszionista Nabis műveket.
Hays és felesége társalapítói voltak a Musée d'Orsay Amerikai Barátai (angolul: American Friends of the Musée d'Orsay) szervezetnek 2013-ban. Hays igazgatótanácsi tag is volt. A házaspár 2016-ban körülbelül 155 millió font értékben adományozott 187 festményt a múzeumnak. Haláluk után további 600 festményt 315 millió font értékben fog kapni a múzeum. Felajánlásuk olyan alkotóktól tartalmazott festményeket, mint Pierre Bonnard, Édouard Vuillard, Maurice Denis, Odilon Redon, Edgar Degas, Gustave Caillebotte, Camille Corot, Aristide Maillol, Amedeo Modigliani és Albert Marquet. Ez a második világháború óta a legnagyobb volumenű külföldi felajánlás volt a múzeumnak. François Hollande francia elnök hálaképp a Francia Köztársaság Becsületrendjének parancsnoki rangját adományozta a házaspárnak.
Hays 2 millió dollárt adományozott iskolájának, a Texas Christian University-nek, aminek korábban kurátori tagja is volt.

## Fordítás
- Ez a szócikk részben vagy egészben  a   Spencer Hays című angol Wikipédia-szócikk ezen változatának fordításán alapul.  Az eredeti cikk szerkesztőit annak laptörténete sorolja fel. Ez a jelzés csupán a megfogalmazás eredetét és a szerzői jogokat jelzi, nem szolgál a cikkben szereplő információk forrásmegjelöléseként.